# Перевесы
Перевесы — деревня в Максатихинском районе Тверской области. Входит в состав Зареченского сельского поселения.

## География
Находится в северо-восточной части Тверской области на расстоянии приблизительно 13 км по прямой на юго-запад от районного центра поселка Максатиха на левом берегу речки Тифина.

## История
Деревня была отмечена еще на карте 1825 года. В 1859 году здесь (тогда деревня Вышневолоцкого уезда Тверской губернии) было учтено 26 дворов, в 1940 — 85. До 2014 года входила в Кострецкое сельское поселение до его упразднения.

## Население
Численность населения: 188 человек (1859 год), 92 (русские 72 %, карелы 26 %) в 2002 году, 60 в 2010.